# Bessingby
Bessingby – wieś w Anglii, w hrabstwie East Riding of Yorkshire. Leży 38 km na północ od miasta Hull i 286 km na północ od Londynu.